# Wojciech Iwańczak
Wojciech Józef Iwańczak (ur. 19 stycznia 1948 we Wrocławiu) – polski historyk, mediewista, profesor nauk humanistycznych.

## Życiorys
W 1965 ukończył XLI LO im. Joachima Lelewela w Warszawie. W latach 1965–1970 odbył studia z zakresu historii na Uniwersytecie Warszawskim (UW). Od 1970 do 1972, również na UW, studiował dziennikarstwo. Od 1976 do 1980 był doktorantem w Instytucie Historii PAN w Warszawie, w którym w 1981 obronił rozprawę doktorską. Stopień doktora habilitowanego uzyskał w 1990 na UW na podstawie rozprawy Ludzie miecza, ludzie modlitwy i ludzie pracy. Trójpodział społeczeństwa w średniowiecznej myśli czeskiej. W 2002 otrzymał tytuł profesora nauk humanistycznych.
W latach 1973–1976 pracował jako redaktor w „Tygodniku Kulturalnym”. W 1982 rozpoczął pracę w Wyższej Szkole Pedagogicznej w Kielcach (przekształconej kolejno w Akademię Świętokrzyską i Uniwersytet Jana Kochanowskiego). W 1990 został kierownikiem Zakładu Historii Średniowiecznej w Instytucie Historii na Wydziale Humanistycznym tej uczelni. Pracował również we Wszechnicy Świętokrzyskiej w Kielcach. Był przewodniczącym Komisji Nauki i Spraw Zagranicznych Rady Głównej Szkolnictwa Wyższego, a także członkiem Komitetu Nauk Historycznych Polskiej Akademii Nauk.
Specjalizuje się w dziejach kultury Europy późnośredniowiecznej. Jego zainteresowania badawcze obejmują: dzieje Europy Środkowej w średniowieczu, ze szczególnym uwzględnieniem schyłku tej epoki, historię Czech w różnych przekrojach, etos rycerski, wyobraźnię społeczną, socjologię średniowieczną, różne aspekty wojskowości, dziejopisarstwo, historiografię XIX i XX wieku dotyczącą średniowiecza, epokę Luksemburgów, husytyzm, dzieje geografii i kartografii w średniowieczu i wczesnych czasach nowożytnych, wyobraźnię przestrzenną, odkrycia geograficzne, podróże oraz wiedzę o świecie.

## Wybrane publikacje
- Tropem rycerskiej przygody, Warszawa 1985.
- Ludzie miecza, ludzie modlitwy i ludzie pracy. Trójpodział społeczeństwa w średniowiecznej myśli czeskiej, Kielce 1989.
- Człowiek i przyroda w średniowieczu i we wczesnym okresie nowożytnym, Warszawa 2000 (redaktor).
- Do granic wyobraźni. Norymberga jako centrum wiedzy geograficznej i kartograficznej w XV i XVI wieku, Warszawa 2005.
- Lidé meče, modlitby a práce, Praha 2011
- Jan Luksemburski. Dzieje burzliwego żywota i bohaterskiej śmierci króla Czech i hrabiego Luksemburga w 21 odsłonach, Warszawa 2012.
- Magiczny rok 1497, Państwowy Instytut Wydawniczy, Warszawa 2024.